# Xã Eugene, Quận Vermillion, Indiana
Xã Eugene (tiếng Anh: Eugene Township) là một xã thuộc quận Vermillion, tiểu bang Indiana, Hoa Kỳ. Năm 2010, dân số của xã này là 2.025 người.